# Convitto nazionale Maria Luigia
Il convitto nazionale Maria Luigia, già collegio ducale Maria Luigia, è un istituto scolastico statale di Parma, con sede all'interno del palazzo Imperiale dell'Arena.

## Storia

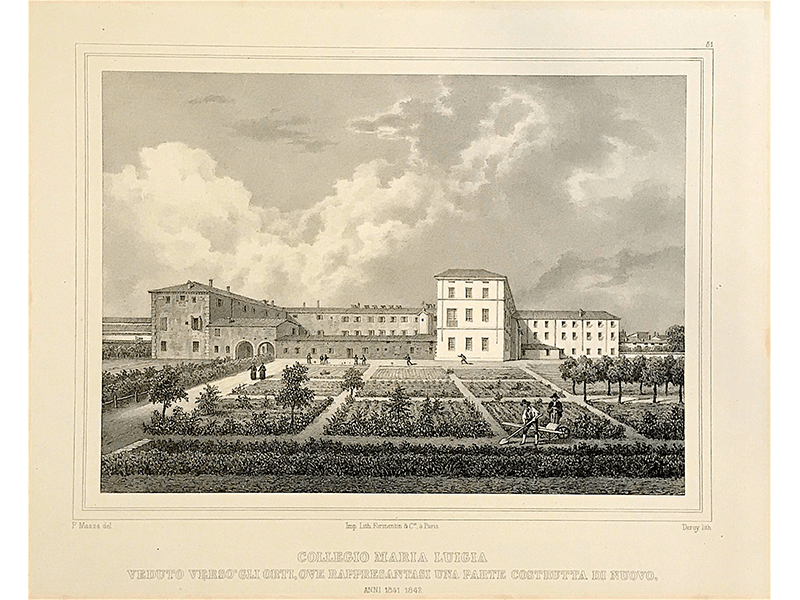
Pietro Mazza, Collegio Maria Luigia, veduta verso gli orti ove rappresentasi una parte costrutta di nuovo, 1841-1842

Il collegio ducale Maria Luigia fu fondato dalla duchessa di Parma Maria Luigia il 20 novembre del 1831, dall'unione tra il collegio di Santa Caterina, meglio noto come collegio dei Nobili, e il collegio Lalatta; il primo, riservato ai giovani aristocratici, era stato istituito nel 1601 dal duca Ranuccio I Farnese all'interno di un complesso di edifici in piazzale del Collegio di Santa Caterina, mentre il secondo, frequentato prevalentemente dai ricchi borghesi di Parma, era stato fondato nel 1755 per volontà del defunto canonico Antonio Lalatta all'interno del palazzo Lalatta. Quest'ultimo edificio fu scelto come sede dell'istituto e tra il 1836 e il 1847 fu notevolmente ampliato su progetto dell'architetto di Corte Nicola Bettoli.
L'abbazia di Fontevivo, già utilizzata dal collegio dei Nobili come residenza di villeggiatura, continuò a essere utilizzata per alcuni decenni per le vacanze estive del nuovo istituto, fino al definitivo abbandono verso la fine del XIX secolo.
La Duchessa affidò inizialmente la direzione ai padri benedettini dell'abbazia di San Giovanni Evangelista, che già si erano occupati della gestione del collegio dei Nobili; l'istituto rimase per tre anni nel grande complesso del Santa Caterina, per spostarsi definitivamente nel 1834 nel palazzo Imperiale dell'Arena; nello stesso anno, per volere di Maria Luigia subentrarono nella gestione del collegio i padri barnabiti, che vi rimasero fino al 1872, quando la struttura fu laicizzata; dal 1835 al 1839 vi insegnò grammatica l'archeologo ed epigrafista barnabita Luigi Bruzza.
.
Nel 1896, in ottemperanza al regio decreto dell'11 agosto di quell'anno, il collegio fu trasformato in convitto nazionale, alle dipendenze del Ministero della pubblica istruzione.

## Struttura
Il convitto statale è sede di una scuola primaria, una secondaria di primo grado e tre secondarie di secondo grado: un liceo classico, un liceo scientifico e un liceo classico europeo.
La struttura è dotata di un'aula magna per riunioni e conferenze, un'aula di fisica, un'aula di chimica e scienze naturali e un'aula di informatica, oltre a campi sportivi da calcio, pallacanestro, pallavolo e tennis, palestre attrezzate, un antico teatro, una cappella e alcune biblioteche, tra cui quella storica.
Sul modello dei college inglesi, il convitto consente agli alunni anche la residenzialità o la semi-residenzialità all'interno dell'edificio, per tutta la durata del corso di studi.